# Hans Cohen

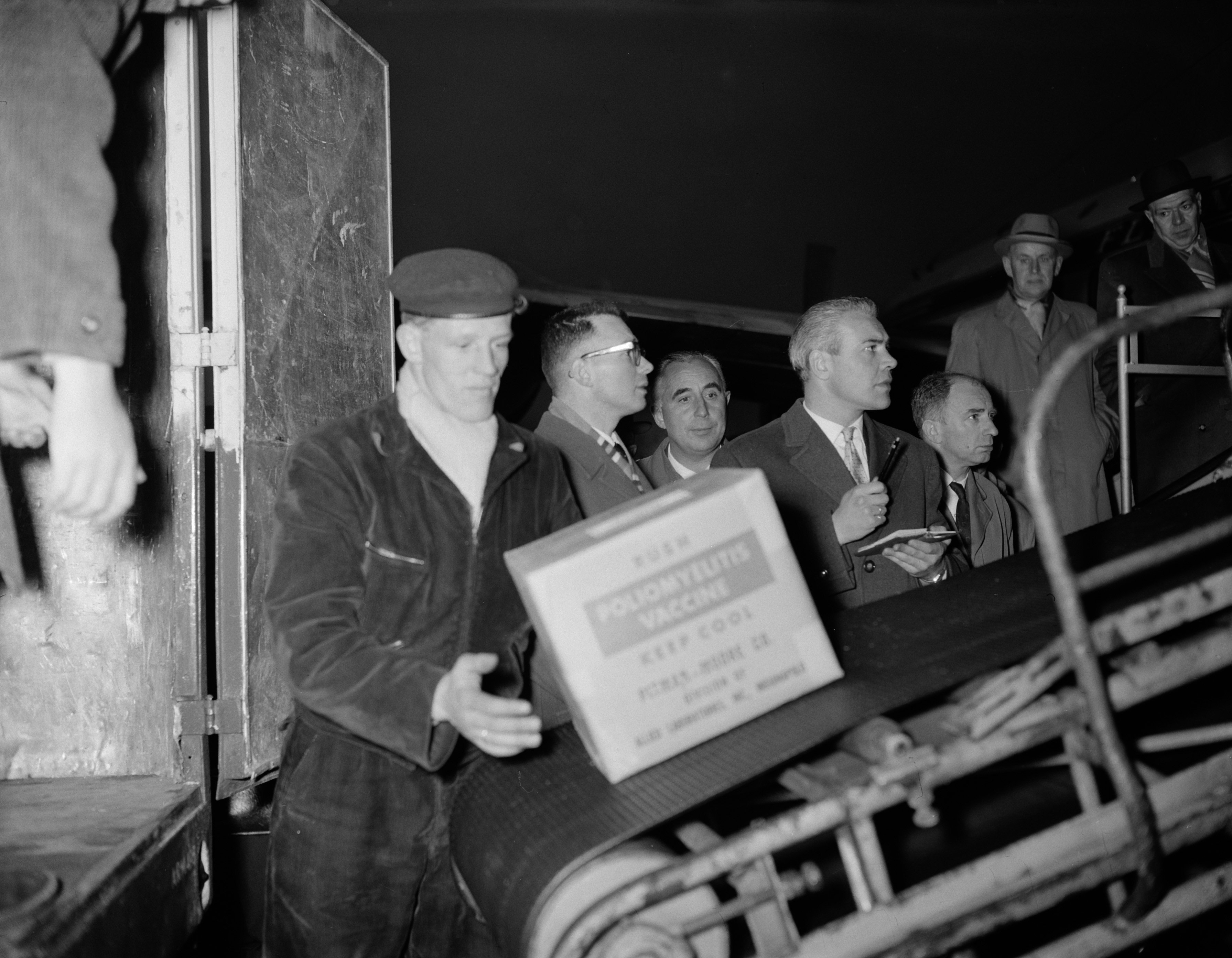
Aankomst eerste levering Salk vaccin op Schiphol. Cohen (met bril) kijkt toe hoe de dozen worden uitgeladen. R.W. Welling van de Dagra maakt notities

Hans Herman Cohen (Groningen, 3 februari 1923 – Bosch en Duin, 14 mei 2020) was een Nederlands microbioloog. Hij is gekend om zijn werk over de bestrijding van polio. Cohen was directeur-generaal van het Rijksinstituut voor de Volksgezondheid en navolger het Rijksinstituut voor Volksgezondheid en Milieu.

## Loopbaan
Cohen doorliep het gymnasium in Groningen en studeerde geneeskunde aan de Rijksuniversiteit Groningen. Zijn studie werd in de Tweede Wereldoorlog onderbroken toen hij vanwege zijn Joodse naam op last van de Duitse bezetter van de universiteit verwijderd werd. Vanwege zijn protestantse moeder ontsnapte hij aan deportatie en deed in de oorlog ondergronds werk als medisch analist. Hij studeerde in 1950 af en deed een specialisatie in medische bacteriologie waarin hij in 1953 promoveerde. In 1954 ging hij werken bij het Rijksinstituut voor de Volksgezondheid (RIV) in Bilthoven. Cohen wilde, na zware epidemieën in 1943/44 en 1952, gaan werken aan een poliovaccin maar dit werd afgewezen omdat er vanuit de overheid geen vaccinatieprogramma was. Cohen werkte in de jaren 50 en 60 mee aan de ontwikkeling van het Salk poliovaccin. In 1956 was er wederom een polio-uitbraak en vanaf 1958 werd het Salkvaccin gebruikt met geïnactiveerde dode virussen. In 1964 werd hij directeur bij het RIV en belast met vaccinaties. Met Jonas Salk en Charles Mérieux richtte Cohen in de jaren 70 het Forum for the Advancement of Immunization Research (FAIR) op. Onder zijn leiding werd het Nederlandse DKT-vaccin, tegen difterie, kinkhoest en tetanus, doorontwikkeld en uitgebreid tot DKTP-vaccin met de P van poliomyelitis. Cohen kreeg hiervoor in 1979 de Saal van Zwanenbergprijs.
In 1979 volgde Cohen Jan Spaander op als directeur-generaal van het Rijksinstituut voor de Volksgezondheid. Cohen werd in 1980 als lid opgenomen in de Koninklijke Nederlandse Akademie van Wetenschappen. Begin jaren 80 onderkende Cohen al snel de rol van bloed bij de verspreiding van aids en stopte de import van buitenlands bloed naar Nederland. In 1984 fuseerde het RIV met het Rijksinstituut voor Drinkwater-voorziening (RID) en de Stichting Verwijdering Afvalstoffen tot Rijksinstituut voor Volksgezondheid en Milieu (RIVM). Cohen bleef tot 1986 directeur-generaal van het RIVM en werd opgevolgd door Ruud van Noort. Bij zijn afscheid werd hij gedecoreerd tot commandeur in de orde van Oranje Nassau. Hierna was hij van mei 1986 tot 1993 voorzitter van de commissie voor de milieueffectrapportage.

## Persoonlijk
Cohen, wiens vader schrijver Josef Cohen een broer was van voorzitter van de Joodse Raad in Amsterdam in de Tweede Wereldoorlog David Cohen, werd protestants opgevoed naar het geloof van zijn moeder. Zijn vader had afstand genomen van het Joodse geloof. Zijn zus was tekstschrijfster Riwka Bruining.  Cohen huwde tweemaal en kreeg drie kinderen. Aan het einde van zijn leven was hij dementerend. Cohen overleed op 97-jarige leeftijd aan de gevolgen van Covid-19.
- International Standard Name Identifier: 0000 0003 9410 5294
- Library of Congress Control Number: n2015180680
- Nederlandse Thesaurus van Auteursnamen: 07218356X
- Système universitaire de documentation: 135484855
- Virtual International Authority File: 288486799
- WorldCat: E39PBJqk8qkfCK8CWRmJPyhCQq